# William John Cooke
William John Cooke (* 11. April 1797 in Dublin; † 6. April 1865 in Darmstadt) war ein englischer Kupfer- und Stahlstecher.

## Leben

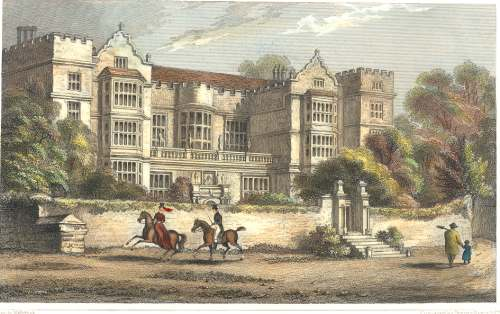
Fountains Hall, Illustration in Thomas Allen: A New And Complete History of the County of York (1830)

Cooke kam als einjähriges Kind mit seinen Eltern nach England. Bei seinem Onkel George Cooke (1781–1834) bekam er eine Kupferstecher-Ausbildung. Für seine Stahlstiche erhielt er 1826 eine Auszeichnung der Royal Society of Arts.  Cooke arbeitete als Illustrator für eine Reihe von Verlagen, ehe er 1840 England verließ und sich in Darmstadt ansiedelte. Ab 1841 betrieb er dort mit Ernst Grünewald eine gemeinsame grafische Werkstatt. Ihre Firma Grünewald & Cooke, die viele deutsche und einige englische Stecher beschäftigte, tat sich besonders durch den Stahlstich hervor, der eine wichtige Rolle in der Buchproduktion einnahm. Nach dem frühen Tod Grünewalds führte Cooke die Werkstatt in eigener Regie fort. 
In England stach Cooke insbesondere Landschaften nach William Turner. In Deutschland zeigte er seine Erfindung von „Grundierrollen“ zum Auftragen des Ätzgrundes auf Platten an.